# Назим
Назим (урду ناظم‎), (происходит от арабского слова «организатор», синоним мэра) — глава городов и населённых пунктов в Пакистане. Назим — это название, на языке урду, главного выборного должностного лица местного самоуправления в Пакистане (в округах, техсилах, союзных советах и населённых пунктах).
Президента Ислами Джамиат-и-Талаба (Исламского союза студентов в Пакистане), называют Назим-э-Ала (он избирается сроком на один год, после окончания этого периода все члены исламского союза выбирают нового назима).
В Пакистане первоначально была система, унаследованная со времен британского правления, в которой мэр был главой района. После выхода Закона о местном самоуправлении, роль назима стала отличаться от роли мэра (появилось больше полномочий).